# Peek-a-Boo (personaggio)
Peek-a-Boo è un personaggio immaginario, una super criminale dei fumetti della DC Comics ed un membro dei nemici di Flash. Creata da Geoff Johns e Scott Kolins, il personaggio comparve per la prima volta in The Flash vol. 2 n. 180 (gennaio 2002).

## Biografia del personaggio
Peek-a-Boo è Lashawn Baez, una laureanda della Central City Medical School che mise da parte gli studi per occuparsi di suo padre, Tomas Baez, quando si ammalò. Tomas necessitava urgentemente di un trapianto di reni. Lashawn tentò di donargli uno dei suoi, ma la procedura attivò il suo metagene, donandole poteri di teletrasporto, ma rendendola incapace di donare gli organi, perché finiva per teleportarsi ogni qualvolta veniva toccata. Lashawn decise, così, di utilizzare il suo potere per trovare un donatore per suo padre.
Come Peek-a-Boo, si infiltrò nell'ospedale di Central City per rubare un rene, ma distrusse accidentalmente il laboratorio poiché i suoi poteri erano instabili e pericolosi. Il suo potere fu attivato involontariamente da un medico che le afferrò un braccio, causando un'implosione in cui le scomparve, e che quasi uccise il sorpreso chirurgo. Peek-a-Boo fu costretta ad affrontare Flash III e Cyborg, che riuscirono a sconfiggerla senza troppa fatica, utilizzando una combinazione di muri di suono generati da Cyborg e disorientamento generato da migliaia di teleportazioni al secondo, deliberatamente innescati da Flash. Successivamente, Flash riportò il rene all'ospedale, e Lashawn fu arrestata e portata ad Iron Heights. Flash tentò di intercedere in suo favore, ma il direttore Gregory Wolfe insistette per applicare la legge alla lettera, arrivando fino a drogare Lashawn ogni volta che qualcuno da fuori entrava nel penitenziario per interrogarla.
Come risultato dell'attacco di Gorilla Grodd al penitenziario, Peek-a-Boo riuscì ad evadere. Appena fuori, si diresse direttamente verso l'ospedale di Central City alla ricerca di suo padre. I dottori di Tomas riuscirono a trovargli un rene appena in tempo, ma il suo corpo in convalescenza lo rigettava, e Lashawn arrivò giusto in tempo per sedersi vicino a lui e vederlo morire. Flash comparve in ospedale, e si confrontò con Peek-a-Boo. Lashawn, colma di ira e inacidita dall'incarceramento, rivelò che avrebbe voluto diventare un'eroina, proprio come Flash, che lei idolatrava. Tuttavia, dato che fu perseguitata dal suo eroe come una criminale, lei rinnegò lui e ciò che rappresentava. Non di meno, Lashawn salvò la vita della moglie di Flash, Linda Park, quando questa rimase ferita in uno scontro tra Peek-a-Boo e Flash. Infine, Lashawn si costituì alla polizia credendo di non avere nulla per cui vivere.
Passarono tre anni e Peek-a-Boo capì che la sua vita ormai era esclusivamente dedicata al crimine, fuggì dal carcere e si recò a svaligiare una banca, dove intervenne Flash II Barry Allen, tornato in vita è tornato ad essere Flash, mentre Wally di nuovo Kid Flash, la arrestò e la rinchiuse nel penitenziario di Iron Heights.
Nel penitenziario di Iron Heights, Peek-a-Boo trovò alleate in Silver Banshee (Siobhan Smythe) e Magenta. Le tre criminali riuscirono ad evadere e a far perdere le loro tracce.
Silver Banshee, Peek-a-Boo e Magenta si rifugiarono a Gotham City, dove trovarono alleate anche in Harley Quinn e Poison Ivy. A fermare il team delle criminali, toccò a Oracle (Barbara Gordon, ex Batgirl paralizzata momentaneamente dal Joker) e alla sua squadra delle Birds of Prey, formata da Black Canary II (Dinah Laurel Lance), Huntress (Helena Bertinelli), Hawkgirl (Shiera/Kendra Saunders), Vixen (Mari Jiwe McCabe) e momentaneamente anche da Supergirl (Kara Zor-El/Kara Denvers Kent).
Il team delle criminali venne sconfitto, tutte arrestate e rinchiuse tutte ad Akham Asylum.

## Poteri e abilità
Peek-a-Boo può teletrasportarsi disintegrando la sua struttura molecolare e quindi riassemblarla in un altro luogo mescolando inconsciamente le sue molecole con le molecole del luogo di destinazione. Ogni volta che viene toccata, Peek-a-Boo si teletrasporta per una breve distanza, cosa che la rende difficile da catturare.I poteri di teletrasporto di Peek-a-Boo possono creare delle pericolose implosioni al momento del raggiungimento della destinazione finale, se lei non fa attenzione.Lashawn possiede un'elevata conoscenza del pronto soccorso e della medicina generale.

## Altri media
Peek-a-Boo appare nella serie televisiva The Flash nella prima stagione interpretata da Britne Oldford.